# Little Italy (Londra)
Little Italy è il quartiere italiano di Londra, compreso tra Clerkenwell Road, Farringdon Road e Rosebery Avenue.

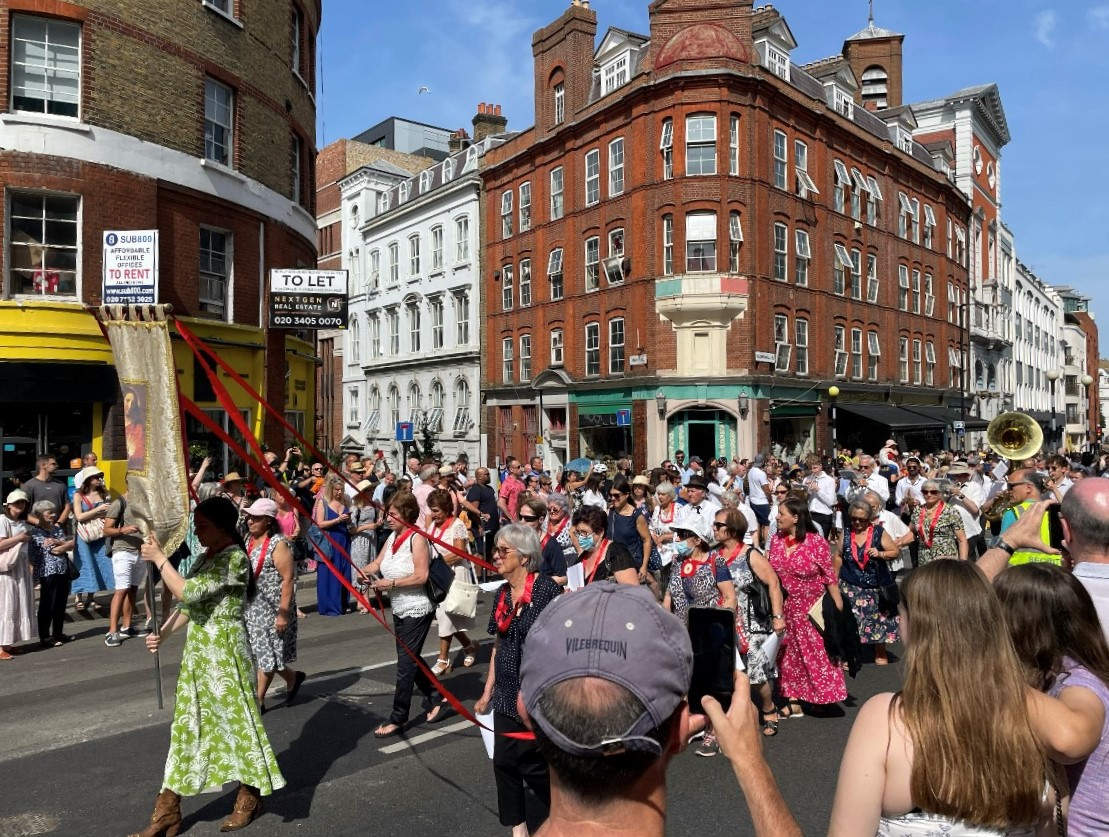
Processione della Madonna del Carmine

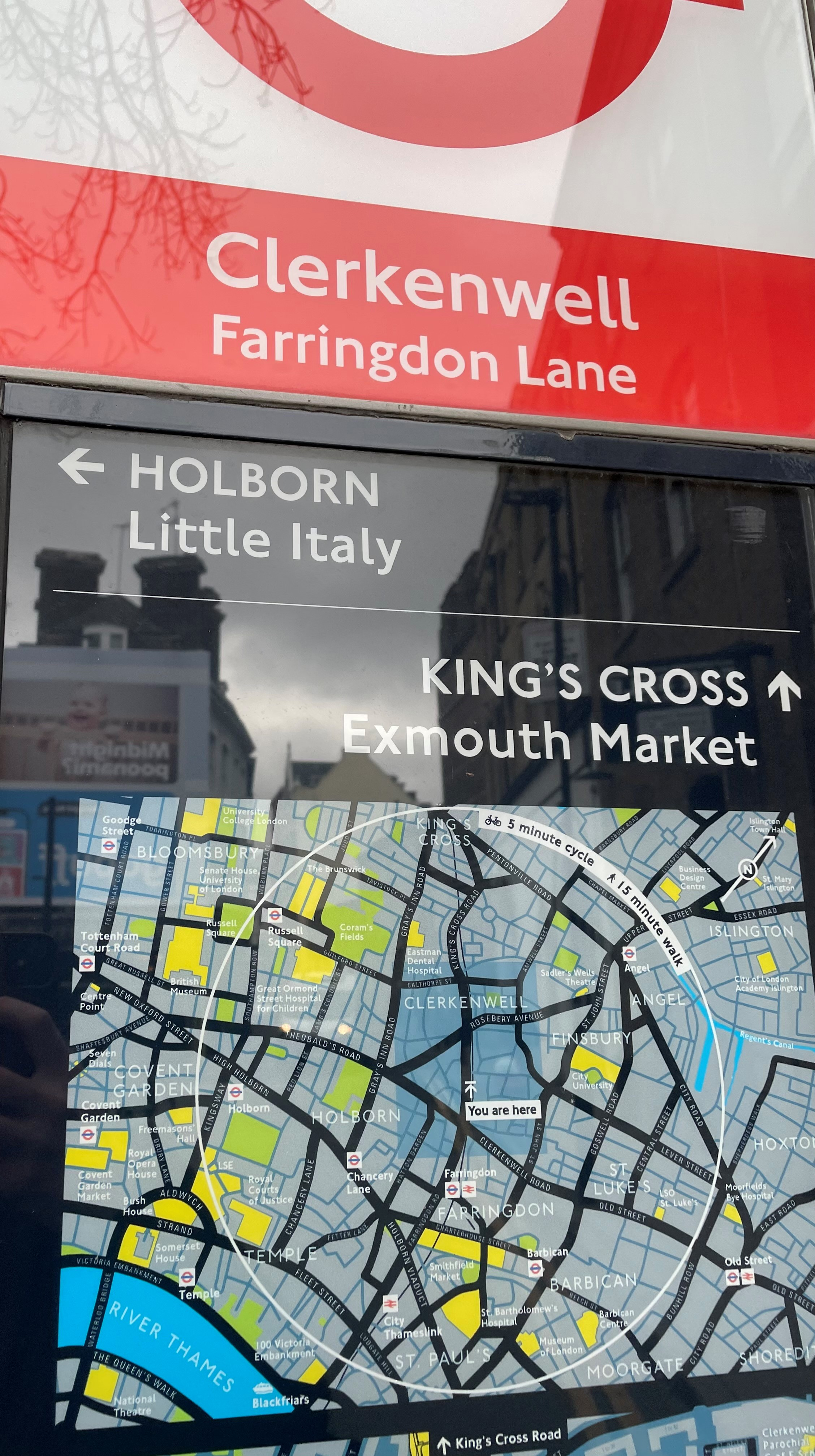
Insegna con indicazione di Little Italy sulla mappa di Londra

## Storia
Verso la metà dell'Ottocento un'ondata d'immigrazione diede vita a un'enclave etnica italiana in un angolo di Clerkenwell. Questa zona, descritta da Dickens in Oliver Twist, un tempo era un bassofondo proletario di borseggiatori e ricettatori, e quando vi si stabilirono gli italiani, le autorità si rallegrarono che questi onesti lavoratori sostituissero i vecchi residenti. Nel 1863 sorse la Chiesa italiana di San Pietro, che offrì alla comunità un luogo di culto della sua religione. Nel 1878 aprì a Little Italy la più antica gastronomia italiana del Regno Unito, Terroni & Sons, tuttora attiva. Nel 1895 il consolato italiano pubblicò un resoconto che stimava gli italiani Londra sui 12000 circa, tra cui i meridionali, tradizionalmente residenti a Little Italy, e gli italiani di altre regioni che stavano formando una nuova colonia a Soho. L'11 giugno 1940, il giorno dopo la dichiarazione di guerra dell'Italia al Regno Unito, un'ondata di antitalianismo produsse una nottata di disordini contro le comunità italiane in tutto il paese. Legati all'Unione Britannica dei Fascisti, gli italiani apparivano ora una minaccia per la sicurezza nazionale, e a migliaia, tra i diciassette e i sessant'anni, furono arrestati e internati.

## Demografia
Dal 1895 la comunità italiana ha conosciuto una flessione demografica, ma il censimento 2011 ha mostrato che il quartiere conserva un nucleo italiano, al punto che quasi il 5% dei residenti, all'epoca, risultava nato in Italia, in confronto allo 0,75% registrato nei restanti quartieri londinesi. Molti negozi italiani si sono trasferiti o hanno chiuso; ne restano però diversi, e la comunità di Little Italy si ritrova ancora al circolo Casa Italiana San Vincenzo Pallotti e in San Pietro.

## Vita religiosa
Consacrata nel 1863 come St Peter of all Nations e classificata edificio d'interesse storico-culturale di II grado, la chiesa di San Pietro è centrale nella vita della comunità. Presso questo tempio ha luogo la processione della Madonna del Carmine, considerata la prima cerimonia religiosa cattolica mai tenuta all'esterno di una chiesa nell'Inghilterra riformata. La processione si tiene annualmente senza interruzioni (tranne durante le guerre mondiali) almeno dal 1896, quando la regina Vittoria diede al capo della polizia di Holborn il nulla osta al suo svolgimento.

## Criminalità
Nacquero a Little Italy diversi gangster londinesi come Darby Sabini, i fratelli Cortesi e Bert Rossi.